# Virgen del Castillo (Yecla)
La Virgen del Castillo, es una advocación mariana que se venera como patrona en la ciudad de Yecla (Murcia, España). Su santuario constituye un centro de peregrinación no sólo para los yeclanos, sino también para los habitantes de toda su comarca e incluso del resto de la región y provincias limítrofes.

## Tradición y devoción
La denominación de Virgen del Castillo, aun no siendo la oficial, no es sino el apelativo popular con el que la población ha rebautizado a su patrona por recibir culto en el Santuario del Castillo, así llamado por encontrarse precisamente junto a la fortaleza medieval que corona el cerro en el que se asienta la ciudad. La advocación corresponde en realidad a la Inmaculada Concepción, siendo venerada en el citado templo desde el siglo XVII.. Está documentada la existencia en ese mismo lugar de una iglesia mozárabe, dedicada a Santa María, que llegó incluso a ser parroquia hasta mediados del siglo XVI.
Pero el hecho que marcó la trascendencia del viejo santuario se produciría durante el reinado de Felipe IV, cuando un grupo de 61 yeclanos reclutados por los catalanes y dirigidos por el Capitán Martín Soriano Zaplana vuelve a la ciudad después de luchar contra las tropas francesas que habían invadido Cataluña. Los combatientes regresan a Yecla sin haber sufrido baja alguna, hecho que interpretarán como milagroso y por el que deciden subir a la ermita del Castillo en acción de gracias, rezando ante una cuadro de Nuestra Señora de la Encarnación. Aquel acto constituyó todo un acontecimiento para la ciudad, que desde entonces vería en lo que acabarían conociendo como Nuestra Señora del Castillo un símbolo de protección.
El recinto donde recibe culto la Virgen ha sufrido numerosas reconstrucciones y reformas a lo largo de su historia, datando el edificio actual del siglo XIX. Tampoco la talla que hoy se venera es la original, puesto que desapareció en la guerra civil española; se trata de una réplica realizada por Miguel Torregrosa en 1941 a semejanza de la primitiva, la cual fue coronada canónicamente en 1954.

## Fiestas
El 17 de julio de 1642, durante la Guerra de Cataluña, 61 yeclanos son convocados para acudir al frente a defender la unidad e integridad de la patria capitaneados por Martín Soriano Zaplana. El campamento se sitúa en las tierras de Vinarós, concretamente en la ermita de San Sebastián. El favorable desarrollo de la contienda conlleva que tras medio año en el acuartelamiento, no tengan que participar en el frente y puedan regresar a la villa sin ninguna baja ni herido.
El sentimiento religioso de aquellos 61 hombres les llevó a subir al Santuario del Castillo donde se daba culto a Nuestra Señora de la Encarnación, ya conocida como Virgen del Castillo, para dar gracias por el regreso de los hombres. No quedando satisfechos con esta acción de gracias, acuerdan bajar todos los años, durante unos días, a la imagen de la Virgen hasta la Iglesia de la Asunción. Estas bajadas de la Virgen iban acompañadas de salvas de arcabuz, como recuerdo a lo sucedido en la contiendo, aun no teniendo fecha fija, consta que se celebraba en diciembre, enero o incluso agosto.
En 1691 se funda la Cofradía de la Virgen, como órgano responsable de los festejos, cuya principal finalidad era adquirir una imagen de la Virgen, obra de un franciscano muy similar a la de ahora.
Durante la Guerra de Sucesión, las fiestas reciben su primera regulación,, estableciéndose las celebraciones en el mes de diciembre de cada año, siendo la bajada el día 7, la festividad el día 8, día de la Inmaculada Concepción y el domingo siguiente la subida, estableciéndose ya en 1793 la obligación de que la Virgen permaneciera en la villa como mínimo nueve días para poder realizar un Solemne Novenario.
Lo más importante del siglo XVIII para estas fiestas, llegó a finales del mismo con la creación de las actuales "Ordenanzas", que reúnen las disposiciones legales por las cuales se organizan y regulan todos y cada uno de los actos de las fiestas, quedando ordenadas de un modo positivo por las autoridades ilustradas.
Ya en siglo XIX, conservando lo establecido se perfilan algunas normas para mejora de los actos. A mitad de siglo, el 30 de noviembre de 1868, se lleva a cabo uno de los hechos más importantes acaecidos en la historia de la ciudad de Yecla, se inaugura y bendice la actual Basílica de la Purísima, y se determina que sea en este templo donde se desarrollen los cultos y actos religiosos en honor a la Patrona. Ya a finales de siglos se crean dos instituciones en torno a las Fiestas de la Virgen: La refundada Cofradía de la Virgen, encargada de los actos culturales de las Fiestas y la junta de ex-mayordomos para organizar los principales actos. Durante estos años, y gracias al empeño de numerosas personalidades de la ciudad, respaldados por el Ayuntamiento, las Fiestas de la Virgen reciben un gran empujon con mejoras, por ejemplo, en el Santuario del Castillo, con la edificación del Camarín y adecuación de la explanada y el paseo; realización de una carroza procesional y de una valiosa corona de oro y piedras preciosas y un valioso manto azul bordado en hilo de oro artesanalmente.

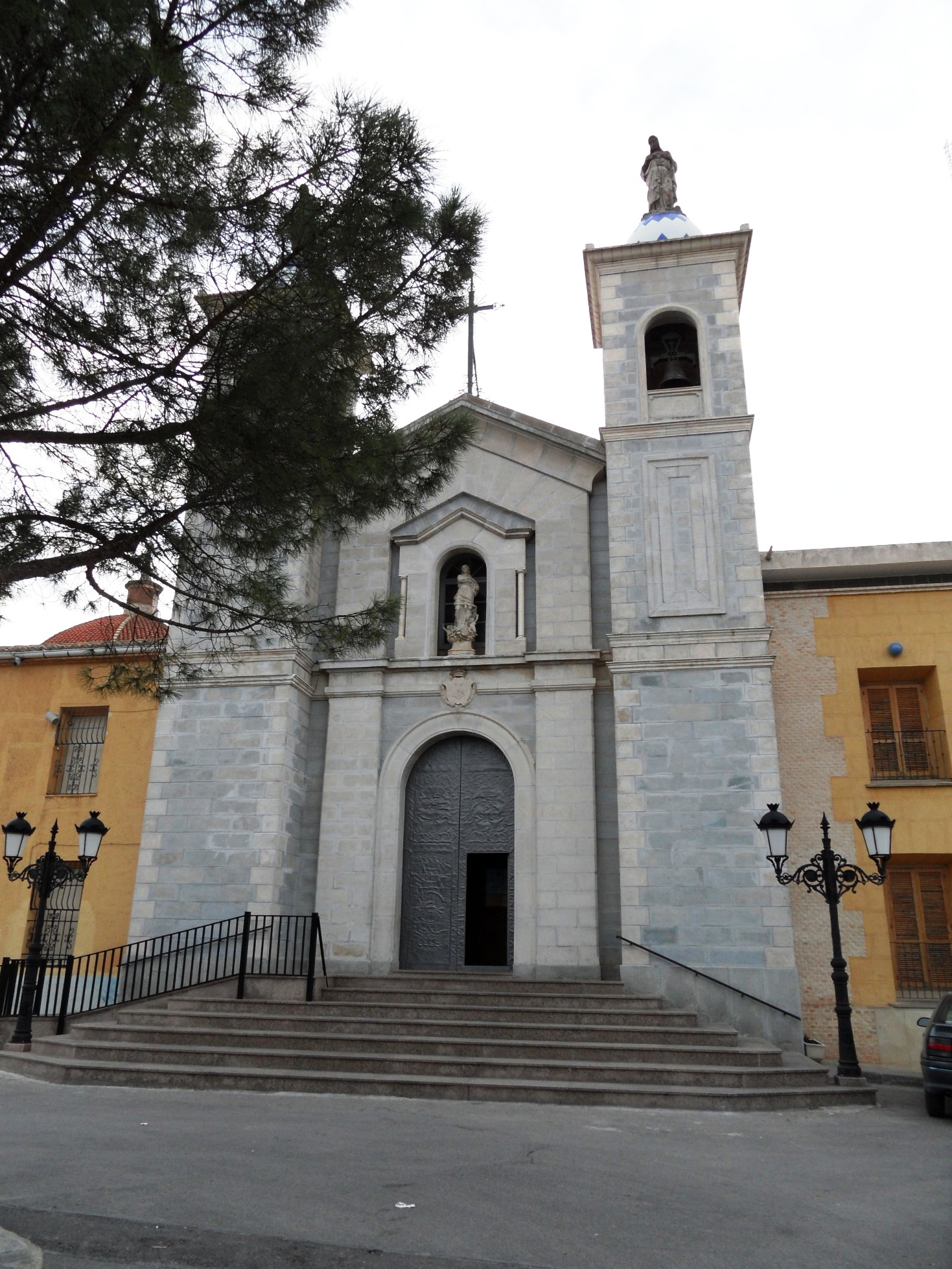
Yecla. Santuario del Castillo 2

El siglo XX fue testigo de un impulso sin precedente a nuestras Fiestas de la Virgen, con el cual se intenta continuar. Unas de las personas más importantes en la historia de la Fiestas es D. José Esteban Díaz, que llega a Yecla como arcipreste de la Basílica de la Purísima. Será el encargado de constituir formalmente la actual Asociación de Mayordomos, como organizador de las Fiestas y como símbolo de unión de todos los yeclanos. También es el impulsor de la Coronación Canónica, pero cuando todo brillaba de esplendor llegaron los tristes sucesos revolucionarios , que serían los responsables de paralizar las Fiestas durante varios años y acabar con las tradiciones de un pueblo. Cabe destacar la fatídica tarde del 16 de marzo de 1936, donde los yeclanos contemplaron como las llamas acababan con todo el trabajo de siglos, con la quema de todas las iglesias de la ciudad, así como la mayoría de imágenes iconográfias existentes, incluyendo a la imagen de la Patrona de Yecla.
Tras varios años desoladores, el pueblo de Yecla no se rinde, y aún si cabe, salen fortalecidos de la contienda, y de nuevo, encabezados por el Cura de la ciudad, D. José Esteban encargan una nueva talla de la Virgen similar a la anterior al escultor Miguel Torregrosa y la reconstrucción de los templos dañados. También se consigue sacar de nuevo el proyecto de la Coronación Canónica de la Virgen, que tras muchos años de trabajos y esfuerzos se consiguió, por obra del papa Pío XII, se concediera que la Virgen del Castillo fuera Coronada. El día 7 de diciembre de 1954, Yecla ve cómo se consigue un sueño y cómo esa fecha quedará marcada en la historia de la Ciudad, pues se celebra el acto de Coronación.
A partir de entonces, las fiestas se han ido superando año tras años, instaurando nuevos actos como la gran Ofrenda de flores, en la tarde del día 7 de diciembre y otros actos que dan esplendor a las fiestas. También se consigue la creación de más escuadras hasta llegar a las 15 actuales, teniendo estas un papel muy importante para el desarrollo de la actividad festera. Cabe destacar de las últimas décadas, el trabajo de mejora y adecuación de todos los actos, manteniendo intacto el ritual de las Fiestas. En el año 2002 se consigue la Declaración de Interés Turístico Nacional, clave para el desarrollo y proyección en el resto de España y en el año 2008 se declaran a las fiestas como Bien de Interés Cultural Inmaterial, siendo esto clave para mantener la tradición y arraigo de estas fiestas. En la actualidad las Fiestas de la Virgen se definen como las más importantes de la ciudad, con una alta participación tanto de gente de Yecla como de ciudades de la comarca y de toda España, manteniendo la tradición del antiguo alarde militar en unas fiestas adecuadas a la actualidad.
Se desarrollan entre el 5 y el 8 de diciembre, sirviendo de marco a una serie de actos muy tradicionales y enraizados entre la población:
- El Beneplácito: Petición que hacen al Ayuntamiento las escuadras que representan al ejército yeclano para que comiencen las fiestas, teniendo lugar el día 5. Quince cohetes se lanzan desde el Castillo, contestados por otros tantos desde la Plaza Mayor, al tiempo que se izan las banderas en el balcón del consistorio y voltean todas las campanas de la ciudad.

- Beso de la Bandera: El día 6 también sirve de antesala a los días grandes de celebración, en este caso con un acto de exaltación a la enseña yeclana.

- La Alborada: El amanecer del día 7 está ligado al estruendo de miles de arcabuces, con el que se hace un llamamiento general a la población para que inicie la subida al santuario.

- Ofrenda: En la tarde del día 7, constituye uno de los actos más multitudinarios, pues participa todo aquel que lo desea, en parejas, los señores con el traje de "tiraor" y las señoras con teja y mantilla. Tras un desfile por las calles de la ciudad, se llega a la Basílica dónde se lleva a cabo la Ofrenda de Flores a la Virgen.

- La Bajada: Multitudinaria romería con la que la imagen de la Virgen es trasladada a la ciudad desde el Castillo, para celebrar en ella su onomástica. La talla permanece en la Basílica de la Purísima desde el día 7 hasta su regreso al santuario.

- Día de la Virgen: El 8 de diciembre es la jornada grande, celebrándose la Misa Mayor en la Basílica y una solemne procesión con la imagen. Más de quinientos arcabuceros acompañan a la Purísima en el desfile, descargando disparos en su honor e inundando nuevamente de pólvora toda la ciudad. Mención especial merece la solemne entrada de la patrona al templo, momento en que adquiere singular protagonismo el llamado juego u ondeo de la bandera que se realiza tradicionalmente frente al trono.

- La Minerva: En la mañana del día de la subida, el Santísimo Sacramento en su custodia, bendice a la soldadesca y al pueblo en el atrio de Basílica en medio del tronas de los arcabuces y ante el mayordomo jugando la bandera.

- Día de la Subida: Romería de regreso al Castillo, constituyendo el final de las fiestas. Tiene lugar tras la celebración de un novenario que prolonga la estancia de la patrona en la ciudad hasta mediados de diciembre.

Los participantes se dividen en agrupaciones de escuadras: Alabarderos, Alborada, Arabí, Atrio de la Purísima, Capitán Mora, Capitán Zaplana I de la Bandera, Capitán Zaplana I del Bastón, El Castillo III del Bastón, El Paso de la Bandera, La Purísima, La Retaguardia, Retaguardia Los Luna, María Inmaculada, Minerva, Vinaroz, Virgen del Castillo, pudiendo también participar de manera libre, sin pertenecer a ninguna escuadra.
- Datos: Q6163584